# 교도비행사단
교도비행사단(일본어: 教導飛行師団 교도히코시단[*])는 일본 제국 육군의 본토결전에 앞서 각 육군비행학교를 기반으로 창설되었던 사단에서 전투전력을 최대한 빼내어 편성한 단일 사단급 교육훈련부대이다.

## 역사
1945년 7월10일에 하달된 군령육갑 제103호에 따라 아케노, 히타치, 호코타, 하마마쓰, 시모시즈, 햐쿠죠시 교도비행사단에서 교육부대와 작전부대가 분리되었다.
7월 16일까지 6개의 교도비행사단을 한개로 통합하고, 우쓰노미야 교도비행사단의 사령부를 교도비행사단 사령부로 재지정하고 예하에 6개 교도비행대로 재편성하고, 우쓰노미야 교도비행사단의 사단장이었던 하시모토 히데노부 중장를 교도비행사단 사단장에 임명하였다.
8월 초에 열린 어전회의에서 포츠담 선언를 수용하고, 8월 15일 오후에 단파 방송을 통한 천황의 항복을 선언하는 옥음방송을 송출하였고 이에 따라 일본군의 모든 활동을 중단하였다.
종전, 각 부대는 8월 중에 차례대로 복원되었다. 제1교도비행대는 8월 29일에 해산하였다.

## 예하부대
각 육군비행학교의 사단은 1945년 7월 18일에 일괄적으로 교도비행대로 재편성되었다.
- 제1교도비행대, 옛 아케노 교도비행사단: 대좌 松村黄次郎 마츠무라 고지로[*]
- 제2교도비행대, 옛 히타치 교도비행사단: 중좌 吉田直 요시다 나오시[*]
- 제3교도비행대, 옛 호코타 교도비행사단: 소좌 高橋賢一 타카하시 켄이치[*]
- 제4교도비행대, 옛 하마마쓰 교도비행사단: 중좌 新原季人 니이하라 도키토[*]
- 제5교도비행대, 옛 시모시즈 교도비행사단: 대좌 浜田龍太郎 하마다 류타로[*], 1945년 7월 18일
- 제6교도비행대, 옛 하쿠죠시 교도비행사단: 중좌 三木了 미키 료[*]

교육전임이 된 것은 종래의 6개 교도비행사단를 하나로 통합하고 지명이 없는 교도비행사단로, 그 편제는 사령부와 제1부터 제6까지 교도비행대이다.

### 제1・제2교도비행대

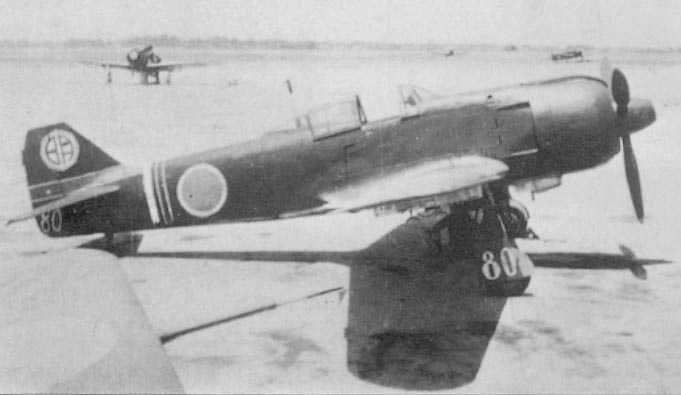
비행 제111전대의 5식 전투기

아케노 교도비행사단은 제1교도비행대, 히타치(常陸) 교도비행사단은 제2교도비행대가 되었다.
- 아케노 교도비행사단: 비행 제111전대, 전대장: 중좌 石川正 이시카와 타다시[*][fn 2]
- 히타치 교도비행사단: 비행 제112전대, 전대장: 중좌 梼原秀見 유스하라 히데미[*][fn 3]

작전부대는 아케노 교도비행사단에서 비행 제111전대, 히타치(常陸) 교도비행사단에서 비행 제112전대를 편성하였다. 두 비행전대에는 411명과 각각 55기의 5식 전투기(キ100)와 예비기 28기가 보유 정수로 지정되었다. 7월 18일, 대륙명 제1366호에 의거하여 항공총군의 제20전투비행집단 예하부대가 지정되었다..
아케노 육군비행학교 본교 터에는 1955년 8월, 육상자위대 아케노 주둔지가 개설되고, 항공자위대 하마마쓰 기지에서 이주한 육상자위대 항공학교가 설치되었다.

### 제3교도비행대
호코타 교도비행사단은 제3교도비행대가 되었다. 그리고 작전부대는 호코타 교도비행사단 사단장이었던 高品朋 타카시나 토모[*]가 비행단장인 제26비행단이 제1항공군 직할부대로서 호코타 육군비행장에 그대로 사령부를 두었다.

### 제4교도비행대
하마마쓰 교도비행사단은 제4교도비행대이 되었다. 작전부대는 제27비행단이 편성되었다. 하마마쓰 육군비행장에 있던 미카타하라(三方原) 교도비행단은 그대로였다.
하마마쓰 육군비행학교 본교 터는 같은 해 9월에 미국 육군의 불시착용 비행장으로 쓰였다. 1952년 10월, 경찰예비대를 개편한 보안대가 보안대 항공학교를 개설하였는데, 당시 설립 반대 시위로 분위기가 가라앉고, 거기에 7월 6일에, 일본군 막사가 방화로 소실되었다. 1954년 7월, 항공자위대가 발족하면서 조종, 정비, 통신의 각 군학교가 설치되고, 1955년 9월에 항공자위대 하마마쓰 기지가 되었다.

### 제5교도비행대
시모시즈 교도비행사단은 제5교도비행대이 되었다.. 작전부대는 大室孟 오무로 타케시[*] 소좌의 사령부 정찰대인 제1독립비행대, (有川俊千代 아리카와 슌치요[*] 소좌의 군 정찰대인 제2독립비행대가 편성되었다.. 제5교도비행대는 774명, 제1, 2독립비행대에 178명이 정원이었다.
시모시즈 육군비행학교 본교 터에 1955년에, 육상자위대 시모시즈 주둔지가 개설되고 육상자위대 고사학교가 설치되었다.

### 제6교도비행대
우쓰노미야 교도비행사단 사령부는 교도비행사단 사령부가 되고, 제6교도비행대를 편성하였다.

## 참고

### 인용
1. 1 2 3 4 5  高崎正男 1979, 495쪽
2. 1 2 3 4 5 6 7 8  宮辻秀雄 & 栗田正忠 1968, 605쪽
3. ↑  “第20戦闘飛行集団司令部 教導飛行師団等臨時編成(編制改正)復帰要領 同細則 昭20.7.10” (영어). 防衛省防衛研究所. 1945년 7월 10일. 2023년 8월 14일에 확인함.
4. 1 2 3 4 5  松田正雄 & 生田惇 1976, 418쪽
5. ↑  高崎正男 1979, 500쪽.
6. ↑  “大陸命綴 (終戦に関する書類) 昭和20年8月15日～20年8月21日 (第1381～1387号)” (영어). 防衛省防衛研究所. 1945년 9월 2일. 2023년 8월 14일에 확인함.
7. ↑  “陸軍部隊調査表　其1(防衛省防衛研究所)”.
8. ↑  菊池俊吉 2009, 135쪽
9. ↑  菊池俊吉 2009, 139쪽
10. ↑  “陸軍異動通報 昭和19년 12월26일～20년 11월22일” (영어). 防衛省防衛研究所. 2023년 8월 14일에 확인함.
11. 1 2 3 4 5 6 7 8  宮辻秀雄 & 栗田正忠 1968, 413쪽
12. ↑  宮辻秀雄 & 栗田正忠 1968, 468쪽
13. ↑  外山操 1993, 1158쪽
14. ↑  名和田雄 & 高瀬七郎 1975, 510-511쪽
15. ↑  “大陸命綴 昭和20年7月～20年8月” (영어). 防衛省防衛研究所. 2023년 8월 14일에 확인함.
16. ↑  外山操 1993, 1163쪽
17. ↑  “旧浜松飛行学校焼く 予備隊設置反対の放火？”. 《朝日新聞》: 3. 1952년 7월 7일.
18. ↑  浜松市立中央図書館. “警察予備隊の発足と航空学校”. 《デジタルアーカイブシステム(ADEAC)》. TRC-ADEAC株式会社. 2021년 10월 23일에 확인함.
19. ↑  井本熊男, 外山操 & 森松俊夫 1987, 615쪽
20. ↑  “陸軍抗空本部編制人員表” (영어). 防衛省防衛研究所. 2023년 8월 14일에 확인함.

### 자료
- 宮辻秀雄; 栗田正忠 (1968년 10월). 《本土防空作戦》. 戦史叢書 (일본어) 19. 朝雲新聞社.
- 松田正雄; 生田惇 (1976). 《陸軍航空の軍備と運用（3）大東亜戦争終戦まで》. 戦史叢書 (일본어) 94. 朝雲新聞社.
- 名和田雄; 高瀬七郎. 《陸軍航空兵器の開発・生産・補給》. 戦史叢書 (일본어) 87. 朝雲新聞社.
- 高崎正男 (1979). 《陸軍軍戦備》. 戦史叢書 (일본어) 99. 朝雲新聞社.
- 菊池俊吉 (2009).  伊沢保穂, 편집. 《鍾馗戦闘機隊 2 ～陸軍戦闘隊の総本山 明野陸軍飛行学校小史～》 (일본어). 大日本絵画. ISBN 978-4-499-22982-1.
- 外山操 (1993).  森松俊夫, 편집. 《帝国陸軍編制総覧 第三巻》 (일본어). 芙蓉書房.
- 井本熊男; 外山操; 森松俊夫 (1987). 《帝国陸軍編制総覧》 (일본어). 芙蓉書房.